# Bucculatrix andalusica
Bucculatrix andalusica är en fjärilsart som beskrevs av Gerfried Deschka 1980. Bucculatrix andalusica ingår i släktet Bucculatrix och familjen kronmalar. Inga underarter finns listade i Catalogue of Life.